# Plectrachne
Plectrachne  es un género de plantas herbáceas,  perteneciente a la familia de las poáceas. Es originario de Australia.

## Etimología
El nombre del género deriva del griego plektron (espolón o punta de lanza) y de achne (paja), aludiendo a las rígidas lemas.

## Especies
- Plectrachne bynoei C.E.Hubb.
- Plectrachne pungens (R.Br.) C.E.Hubb.
- Plectrachne rigidissima (Pilg.) C.E.Hubb.
- Plectrachne schinzii Henrard